# Divisione di Chifley
La divisione di Chifley è una divisione elettorale australiana nello stato del Nuovo Galles del Sud. La divisione fu creata nel 1969 e dedicata a Ben Chifley, primo ministro dal 1945 al 1949. Si trova nella periferia ad ovest di Sydney. Il seggio è sempre stato dominato da vittorie laburiste, e rimane a tutt'oggi uno dei seggi più sicuri del partito.

## Deputati
| Deputato       | Deputato      | Partito   | Periodo   |
| -------------- | ------------- | --------- | --------- |
|                | John Armitage | Laburista | 1969–1983 |
| Russell Gorman | 1983–1984     | Laburista |           |
| Roger Price    | 1984–2010     | Laburista |           |
| Ed Husic       | 2010–attuale  | Laburista |           |